# ناتالیا زابیاکو
ناتالیا زابیاکو (روسی: Наталья Александровна Забияко؛ زادهٔ ۱۵ اوت ۱۹۹۴) اسکیت‌باز نمایشی اهل استونی است.